# French Tech
French Tech er et fransk mærke tildelt bycentre, der er anerkendt for deres netværk af ambitiøse nyopstartede virksomheder, samt et fælles mærke, der kan bruges af franske innovative virksomheder.
French Tech sigter især på at give en stærk visuel identitet til de franske opstarts-virksomheder samt at stimulere udvekslinger mellem dem.
Mærket blev oprettet i 2013 af den franske regering.

## French Tech udmærkelser
Pr. 1. oktober 2017

### Byer
- Lille
- Rennes
- Brest
- Nantes
- Bordeaux
- Toulouse
- Montpellier
- Aix-Marseille
- Grenoble
- Lyon

### Regioner
- Normandiet
- Côte D'Azur